# Prieuré de Montézargues
Le prieuré de Montézargues est un domaine viticole dont le vignoble s'étend sur 32 hectares sur la commune de Tavel. Cette dépendance de l'ordre de Grandmont fut fondée au XIIe siècle. Ses vins sont les seuls, avec ceux du Clos-Vougeot, à avoir été identifiés comme ayant été présents sur la table pontificale lors de la papauté d'Avignon.

## Historique

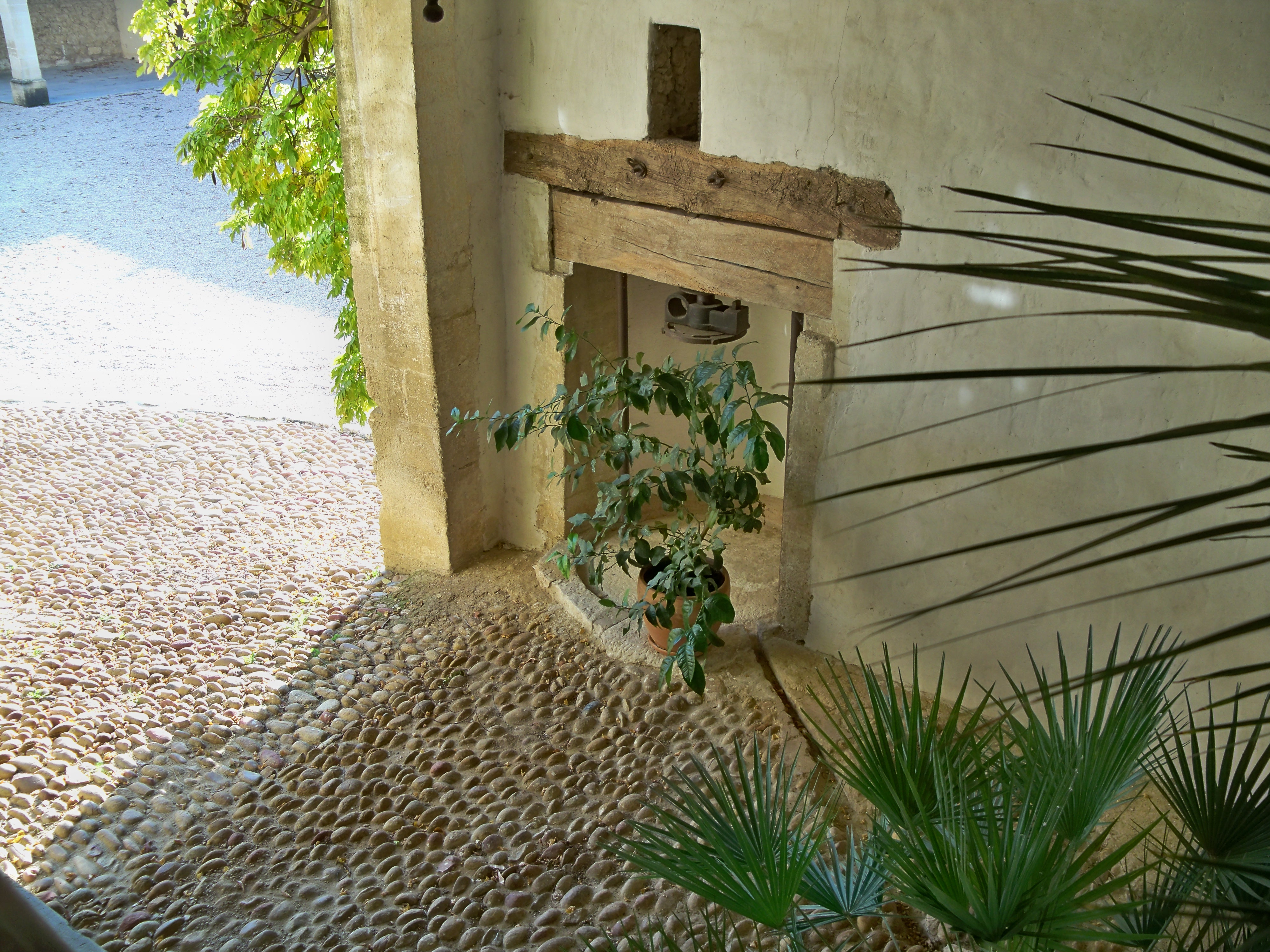
L'ancien pressoir des moines

Ce prieuré - dit encore « celle » (du latin cella, cellule monastique) - fut fondé le 30 janvier 1199, par Bernard, un moine de Grandmont. En conflit avec l'abbé Adémar Ier de Friac, il était allé à Rome, pour en exposer les raisons au Pape Innocent III. Le pontife ayant réservé son jugement, le grandmontain repassa les Alpes. 
Sur le chemin du retour, il fit halte à Avignon, où sa cause fut entendue. Bernard et ses frères reçurent le lieu de Montézargues, sis dans la paroisse de Tavel, de Guillaume II de Sabran, avec comme mense, un moulin, son bief et des bois et obtinrent de Rostaing, évêque d'Avignon, le droit de construire un prieuré placé sous la règle de saint Étienne de Muret, le fondateur de leur ordre. Peu après leur installation, les moines demandèrent et obtinrent le droit de pêche dans l'étang de Pujaut.

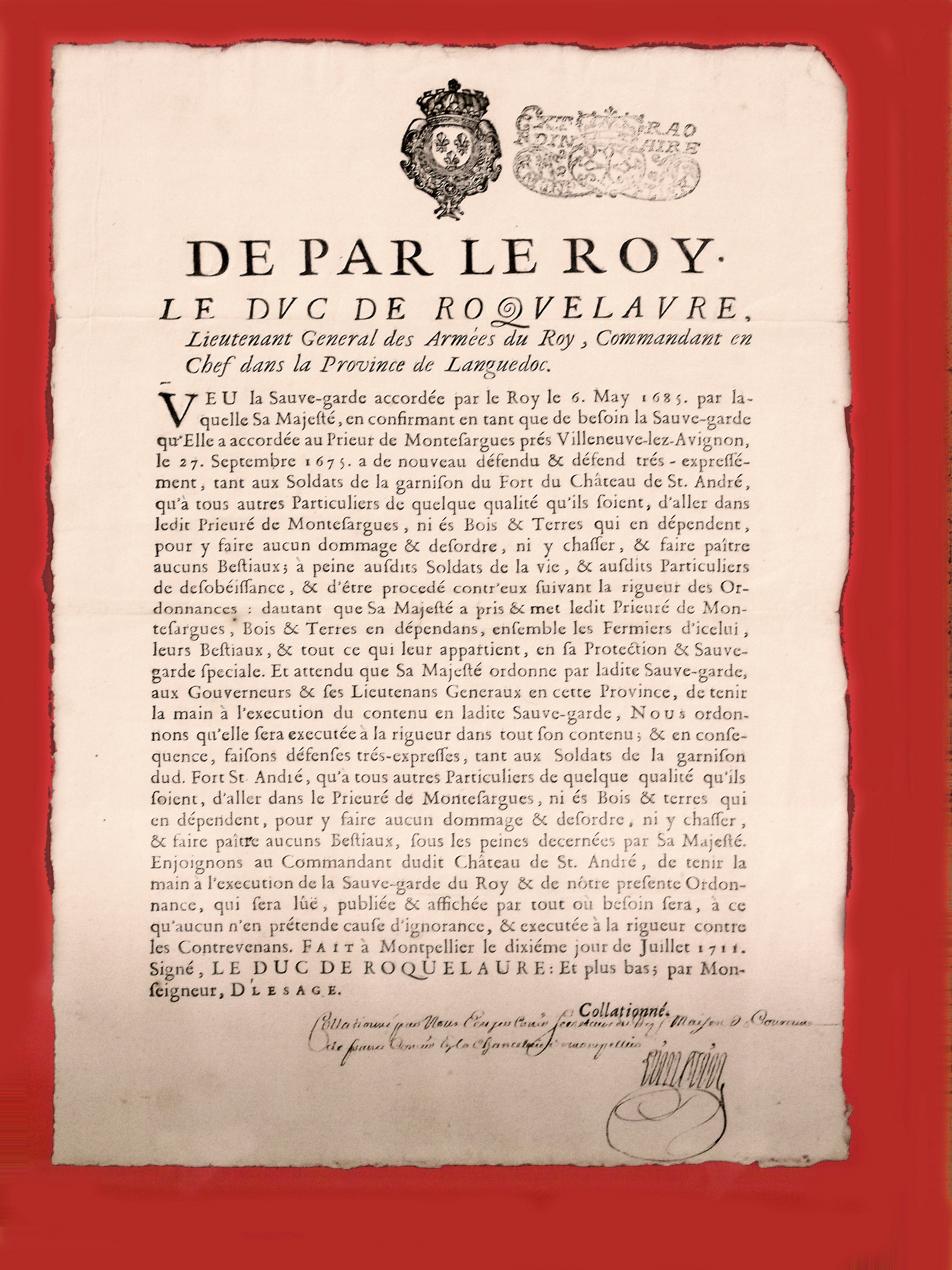
Ordonnance du duc de Roquelaure, datée du 10 juillet 1711

Mis au courant de cet arrangement, Innocent III, enjoignit à l’abbé de Grandmont de recevoir en son ordre cette nouvelle fondation. Il obtempéra. En 1295, il ne restait que trois religieux. Ce qui imposa qu'en 1317, le prieuré de Montézargues fut uni à celui Montaubérou, aux portes de Montpellier.
Au milieu du XIVe siècle, le pape Innocent VI, qui avait une prédilection particulière pour les vins de la rive droite du Rhône, fit venir pour la table pontificale ceux du prieuré. En 1518, Montézargues se sépara de Montaubéron.
Mis en commende, ce domaine viticole, perdura. Mais au cours des XVIIe et XVIIIe siècles, il fut en butte à la rapacité des soldats du roi qui tenaient garnison à Villeneuve-lès-Avignon. En 1675, le prieur d'Estival porta plainte auprès de Louis XIV afin qu'il empêcha ses troupes cantonnées au Fort Saint-André de dégrader les biens de son prieuré. En réponse, Louvois publia, le 27 septembre 1675, une ordonnance plaçant le prieuré sous sauvegarde royale. Cette protection fut renouvelée le 6 mai 1685, puis le 10 juillet 1711 par le duc de Roquelaure, lieutenant du roi en Languedoc. Le gouverneur fit publier une ordonnance menaçant de la peine de mort tout soldat du roi ayant dégradé les biens et les bois du prieuré.
Vers 1897, Émile Tourtin, un ancien photographe reconverti depuis peu dans la viticulture, s'y établit,,,. Nommé en 1902 premier président du Syndicat de propriétaires-viticulteurs des vins de Tavel, il est toujours recensé au domaine de Montézargues en 1926,.
Depuis les années 2000, le prieuré est devenu la propriété de la famille Richard qui possède également le château la Nerthe, à Châteauneuf-du-Pape et le domaine de La Renjarde qui produit un côtes-du-rhône villages, à Sérignan-du-Comtat,.

## Terroir et production viticole

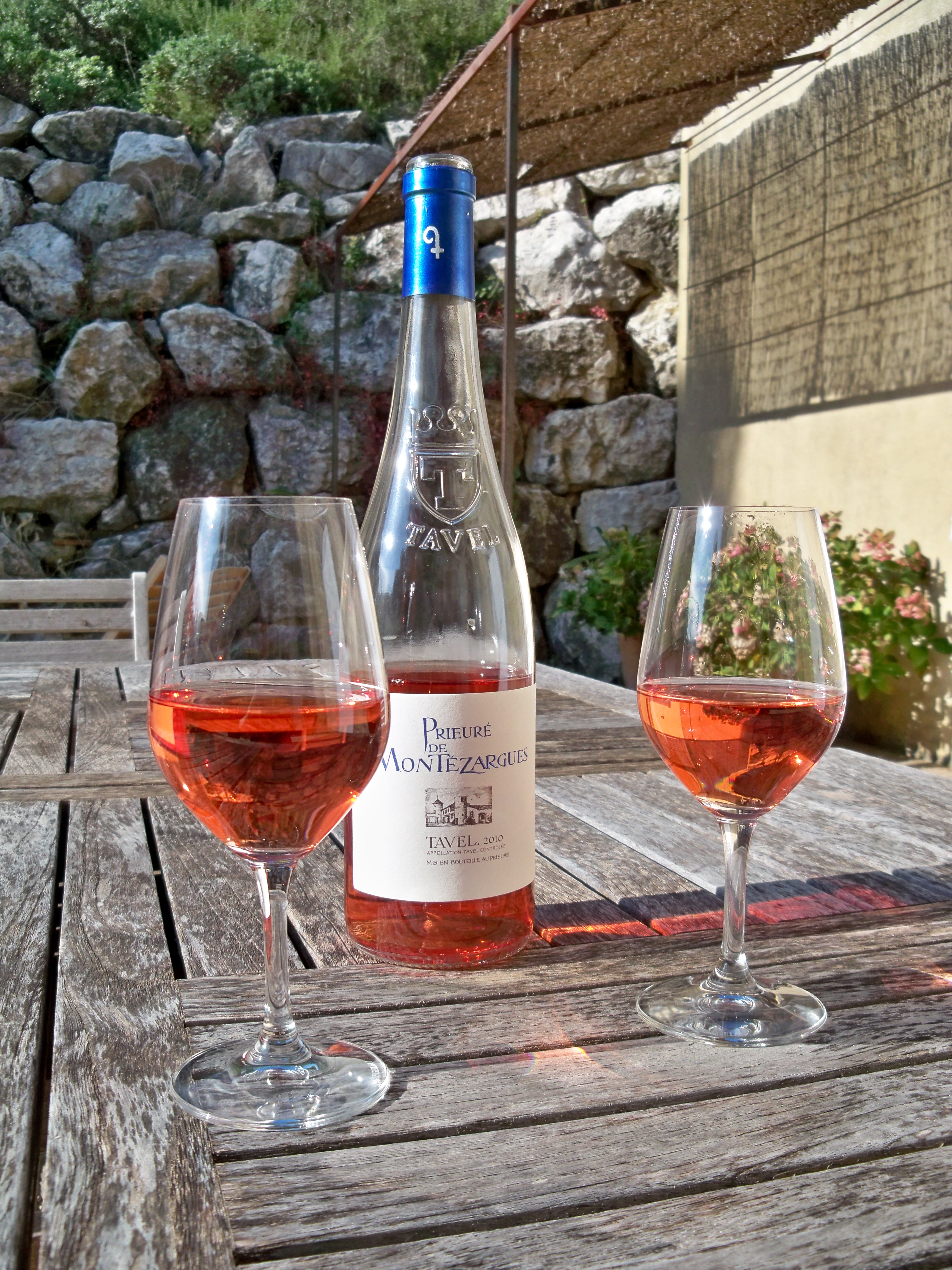
Le tavel de Montézargues

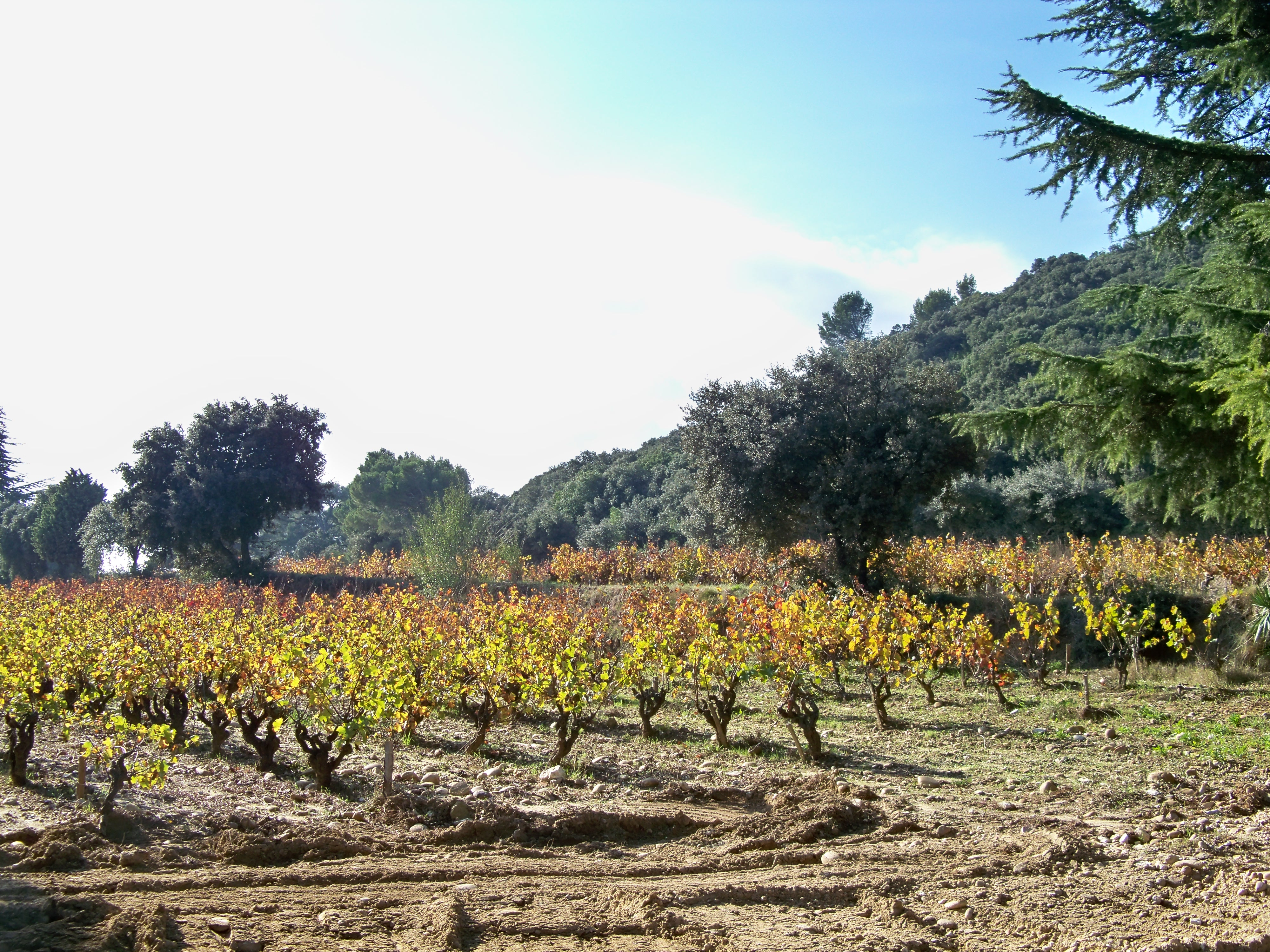
Vignes de Montézargues sur terroir sablonneux

Le vignoble du prieuré, dirigé par Guillaume Dugas, depuis 2003, s'étend actuellement sur 32 hectares. Il produit majoritairement du tavel sur un terroir composé essentiellement de sable. Ces sols légers et filtrants donne au vin finesse et élégance. L'encépagement est composé de grenache (55 %), de cinsault (30 %), de clairette (13 %). Entrent dans la vinification, au niveau de 2 % syrah, mourvèdre, carignan et bourboulenc.